# Salomon Islands
Die Salomon Islands sind ein Atoll, das zum Britischen Territorium im Indischen Ozean gehört und nach einer Einigung im Oktober 2024 an Mauritius übergeben werden soll. Es liegt auf etwa 5,3 Grad südlicher Breite im Norden des Chagos-Archipels zwischen dem Blenheim Reef und dem Atoll Peros Banhos.

## Geographie
Die Salomon Islands bestehen aus elf kleinen Inseln, von denen Boddam mit etwa 2200 × 500 Metern die größte ist, gefolgt von der nur etwas kleineren Île Anglaise. Beide Inseln liegen am westlichen Rand des Riffs. Bis 1965 wohnten hier etwa 400 Ureinwohner (Chagossianer), seit deren Zwangsumsiedlung ist das Atoll unbewohnt. Weitere Siedlungsgebiete erstreckten sich über die Fouquet- und Takamakainsel. Die gesamte Landfläche umfasst etwa 3,5 km².
Die Salomon Islands gehören zu den beliebtesten Ankerplätzen für durchreisende Yachten. Die mittlerweile unbewohnten Inseln sind vollständig mit Kokospalmen überwachsen, sodass es schwierig ist, die Überreste der Siedlungen zu entdecken. 
Die Baie de Salomon führt nordwestlich zwischen der Île Anglaise und der Île de la Passe in die Lagune.

## Inseln
Die einzelnen Inseln im Uhrzeigersinn, beginnend mit der nördlichsten Insel:
1. Île de la Passe
2. Île Mapou
3. Île Takamaka (frühere Siedlung)
4. Île Fouquet (frühere Siedlung)
5. Île Sepulture
6. Île Jacobin
7. Île du Sel
8. Île Poule
9. Île Boddam (frühere Hauptsiedlung)
10. Île Diable
11. Île Anglaise (frühere Siedlung)

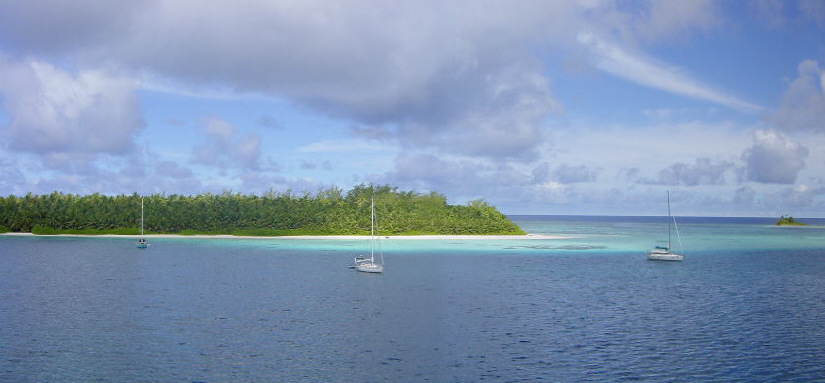
Île Boddam und die kleine Île Diable zur Rechten
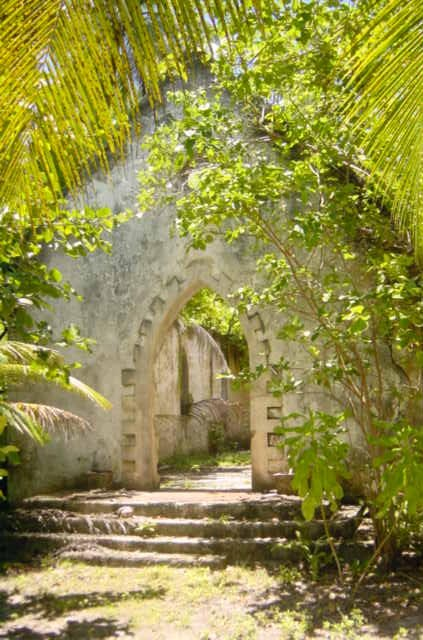
Verlassene Kirche auf der Île Boddam
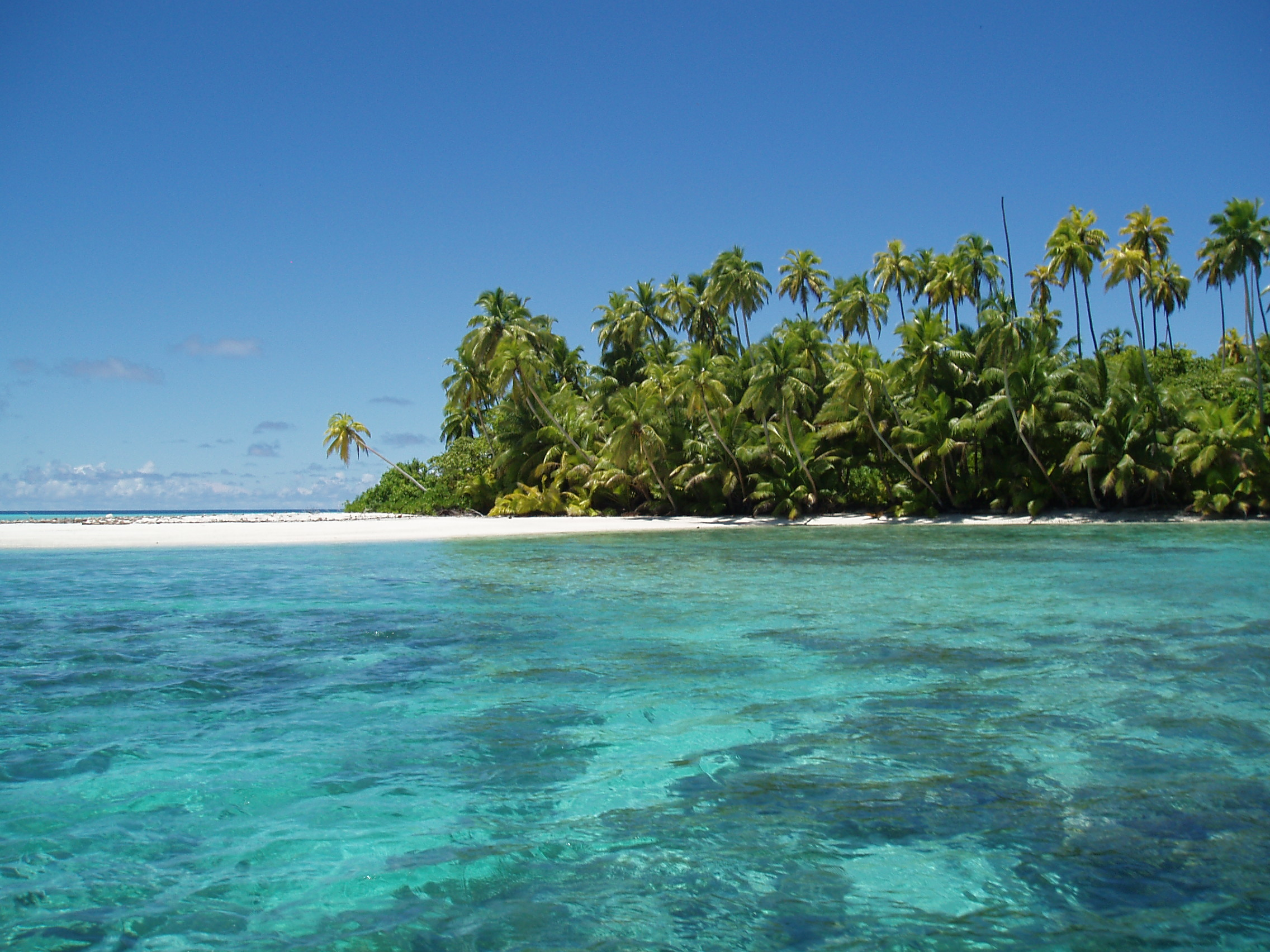
Eine der Inseln